# ルイス・ホワイト・ベック
ルイス・ホワイト・ベック（Lewis White Beck、1913年9月26日 - 1997年6月7日）は、アメリカ合衆国の哲学者、ドイツ哲学の研究者。
ロチェスター大学のバーバンク教授（知性・道徳哲学）を務め、1949年から1966年まで同大学の哲学科長を務めた。
『実践理性批判』を始めとしたカントの著作の英訳や、著書『Studies in the Philosophy of Kant』（1965年）で知られる。

## 略歴
1934年にエモリー大学で学士号、1935年にデューク大学で修士号、1937年にデューク大学で博士号を取得した。
ロチェスター大学に移る前は、ベルリン大学の留学生（1937-38年）、エモリー大学の講師（1938-41年）、デラウェア大学の助教授（1941-46年）、リーハイ大学の准教授（1946-48年）、同大学の教授（1948-49年）を歴任した。1963年にアメリカ芸術科学アカデミーのフェローに選出された。
1979年に引退し、ニューヨーク州ロチェスターで83年の生涯を閉じた。

## 著作（一部）

### 単著
- Philosophic Inquiry: An Introduction to Philosophy (1952)
- A Commentary on Kant's Critique of Practical Reason (1961)
藤田昇吾訳『カント『実践理性批判』の注解』新地書房、1985年
- Six Secular Philosophers (1966)
藤田昇吾訳『6人の世俗哲学者たち：スピノザ・ヒューム・カント・ニーチェ・ジェイムズ・サンタヤナ』晃洋書房、2017年
- Early German Philosophy: Kant and His Predecessors (1969)
- The Actor and the Spectator (1975)
- Essays on Kant and Hume (1978)
- Mr. Boswell dines with Professor Kant (1979)

### 翻訳
- Kant, Immanuel (1950). Lewis White Beck. ed. Prolegomena to Any Future Metaphysics That Will Be Able to Present Itself as a Science. New York: Bobbss Merrill Educational Publishing
- Kant, Immanuel Lewis White Beck訳 (1956). Critique of Practical Reason. New York: The Liberal Arts Press
- Kant, Immanuel Lewis White Beck訳 (1997). The Foundations of the Metaphysics of Morals and What is Enlightenment (2nd ed.). Upper Saddle River, NJ: Prentice Hall Inc.